# Lynnfield (Massachusetts)
Pour les articles homonymes, voir Lynnfield.
Lynnfield est une ville du Comté d'Essex dans l’État du Massachusetts.
Elle a été incorporée en 1814.
Sa population était de 13 000 habitants en 2020.